# ویراکوچا

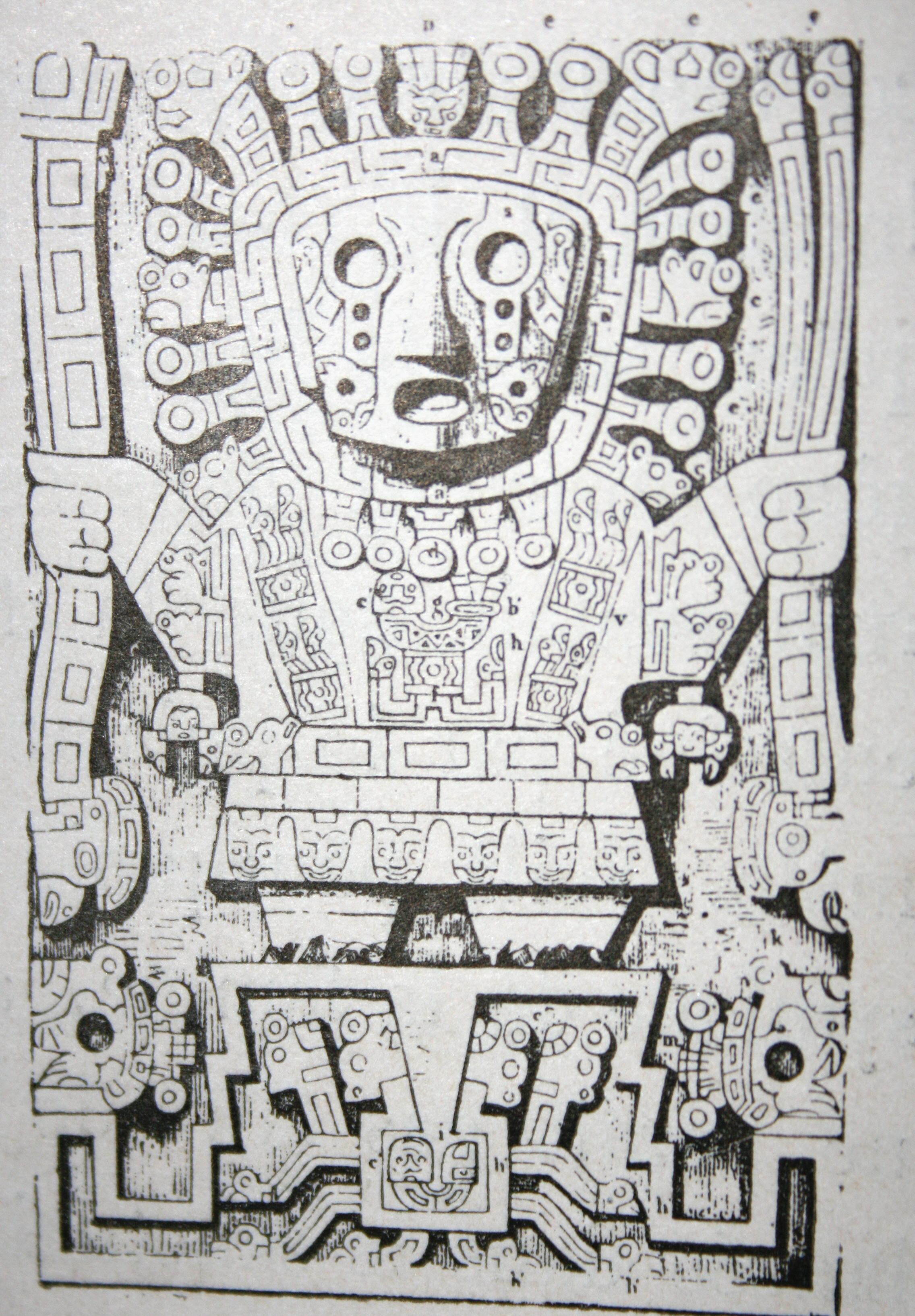
طرحی از ویراکوچا از هرژه. با آذرخش در دست، تاج خورشید بر سر و چشمانی که اشک از آن می‌ریزد (به نشانه ریختن باران).

ویراکوچا (Viracocha)، خدای خالق بزرگ در اسطوره‌شناسی اینکا و دیگر اقوام منطقه رشته‌کوه آند بوده‌است. نام کامل او در گویش‌های دیگر آپو کون تیکسی ویراکوترا (Apu Qun Tiqsi Wiraqutra) و کُن-تیکسی ویراکوچا (یا کُن-تیکی ویراکوچا) است. ویراکوچا را بزرگترین خدای اینکا می‌دانند که به عنوان خالق همه چیز یا ماده‌ای که همه چیز از آن ساخته شده شناخته می‌شده و با دریا نیز ارتباط داشته است. ویراکوچا خالق جهان، خورشید، ماه، ستاره‌ها، زمان (با دستور دادن به خورشید برای گردش در آسمان) و تمدن می‌دانند. او را به عنوان خدای خورشید و طوفان ستایش می‌کنند و او را با تاج خورشید، صاعقه در دست و در حال ریختن اشک (نماد باران) به تصویر می‌کشند. او چنان از انسان‌ها دور بود که نامی نداشت و «ویراکوچا» تنها برای احترام به او اطلاق می‌شد. او نفس جادویی خود را به انسان‌ها، حیوانات، گیاهان و ایزدان کهتری که شکل بخشیده بود دمید و بدین‌گونه کیهان را به حرکت درآورد، از سراسر آند عبور کرد، معجزاتی از او سر زد، جهان را شکل بخشید و آنگاه دنیا را رها کرد و در پشت کیهان آرام گرفت.

## آفرینش جهان طبق نوشته‌های اسپانیایی

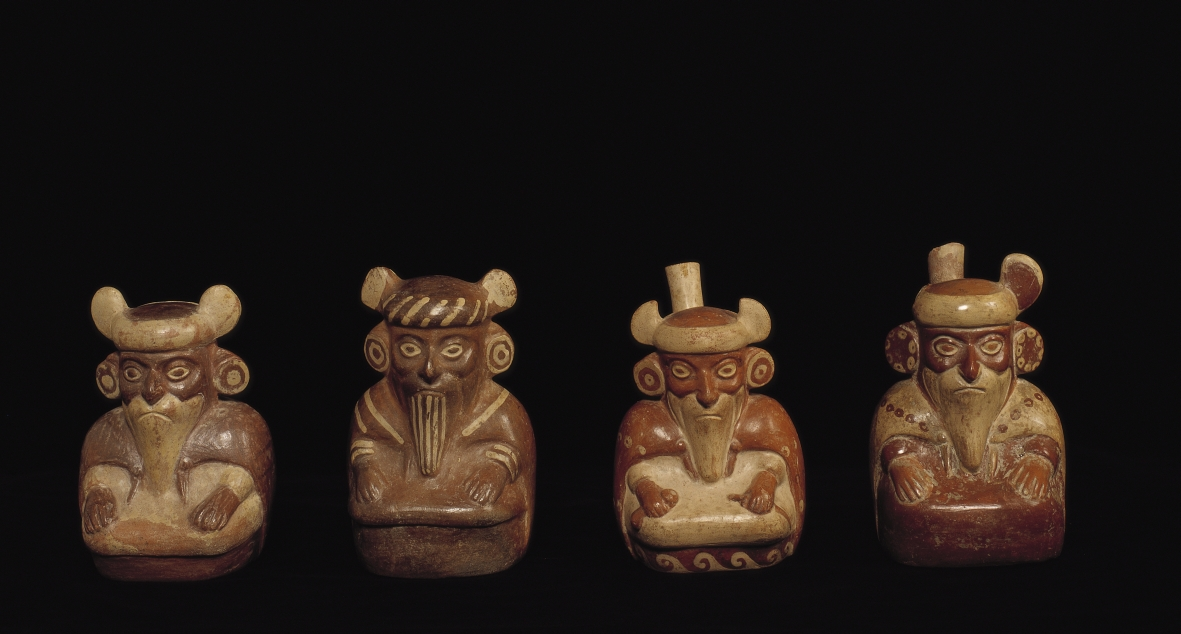
سرامیک‌هایی از مردانی با ریش بلند. گفته می‌شود که ویراکوچا را مردی با پوست سفید و ریش بلند به تصویر می‌کشیده‌اند.

در افسانه‌هایی که خوان د بتانزوس آنها را ثبت کرده، ویراکوچا در دوره تاریکی از دریاچه تیتیکاکا (و یا طبق گفته برخی از غار پاکاریک تامپو) بیرون آمده تا روشنایی را بیآفریند. او خورشید، ماه و ستاره‌ها را آفرید. سپس با دمیدن در سنگ‌ها به آفرینش آدمی پرداخت که نخستین تلاش او باعث پدید آمدن غول‌هایی بدون عقل شد که او را ناخشنود کرد. آنها را با سیل از بین برد و با سنگ‌های کوچکتر انسان را آفرید. سپس با عبور از اقیانوس آرام (با راه رفتن روی آب) ناپدید شد و دیگر برنگشت. او زمین را در لباس مبدل یک گدا می‌پیماید و اصول تمدن را به آفریده‌هایش می‌آموزد و معجزه‌ها می‌کند. او وقتی گرفتاری آفریده‌هایش را می‌بیند می‌گرید. گفته می‌شود که او در زمان‌های گرفتاری و مشکلات دوباره پدیدار می‌شود. پدرو سارمینتو گامبوا اشاره کرده که ویراکوچا را با ظاهر «مردی سفیدپوست با قد متوسط که بلندقبای سفیدی بر تن دارد که در کمر آنرا محکم کرده و چوبدست و کتاب بدست دارد» توصیف می‌کنند.
در افسانه‌ای آمده که او پسری به نام ایتنی و دو دختر با نام‌های ماما کیلا و پاچاماما داشته‌است. در این افسانه آمده که او با طوفان بزرگی که اونو پاچاکوتی نامیده می‌شود مردمان اطراف دریاچه تیتیکاکا را از بین برده و تنها دو نفر، مانکو کاپاک (پسر اینتی به معنی بنیان باشکوه) و ماما اوکلو (به معنی مادر باروری) را برای حفظ تمدن در جهان زنده می‌گذارد که تمدن اینکا را بنیان می‌نهند. افسانه‌ای دیگر، ویراکوچا را پدر هشت انسان اول جهان دانسته و در داستانی آمده که او همسری با نام ماما کوچا داشته است.
در افسانه‌ای دیگر گفته شده که او دو پسر با نام‌های ایماهمانا ویراکوچا و توکاپو ویراکوچا داشته‌است. پس از آفرینش و طوفان بزرگ، او پسران خود را به قبایل شمال‌شرقی و شمال‌غربی می‌فرستد که ببیند آیا هنوز از فرمان‌های او پیروی می‌کنند یا خیر و خود به شمال سفر می‌کند. در سفر، پسرانش برای تمام درختان، گل‌ها، میوه‌ها و گیاهان نام تعیین کرده و خوردنی بودن، خواص دارویی و سمی بودن آنها را به قبایل آموزش می‌دهند. سرانجام هر سه به کوسکو (امروزه در پرو قرار دارد) در ساحل اقیانوس آرام می‌رسند و از روی دریا عبور کرده و ناپدید می‌شوند. واژه ویراکوچا در لغت به معنی «کف و حباب دریا» است.